# Sclerocactus parviflorus subsp. macrospermus
Sclerocactus parviflorus subsp. macrospermus ist eine gefährdete Unterart der Pflanzenart Sclerocactus parviflorus in der Familie der Kakteengewächse (Cactaceae). Die Unterart ist nach den großen Samen benannt. Ein englischer Trivialname ist „Green River Cactus“.

## Beschreibung
Sclerocactus parviflorus subsp. macrospermus wächst einzeln kugelig bis länglich. Er wird 5 bis 18 cm lang und erreicht 5 bis 15 cm im Durchmesser. Die violetten, glockenförmigen Blüten sind 3 bis 4 cm lang und im Durchmesser.
Die Blüten erscheinen kranzförmig um den Scheitel. Das Vorkommen der Unterart ist begrenzt und auf Höhen bis 1300 m beschränkt. Charakteristisch sind die ungewöhnlich großen Samen. Im Süden des Vorkommens finden sich Zwischenformen, die mit Sclerocactus wrightiae verwandt sind. Die Blütezeit ist im Mai.

## Verbreitung
Sclerocactus parviflorus subsp. macrospermus wächst endemisch in der Great-Basin-Wüste in Utah nahe dem Green River auf Ebenen oder flachen Hügeln in Höhenlagen von 1200 bis 1300 Metern.

## Systematik
Die Beschreibung als Sclerocactus parviflorus subsp. macrospermus erfolgte 2005 von Fritz Hochstätter.
Ein Synonym ist Sclerocactus parviflorus f. macrospermus Hochstätter (1998).

## Bilder
Sclerocactus parviflorus subsp. macrospermus:

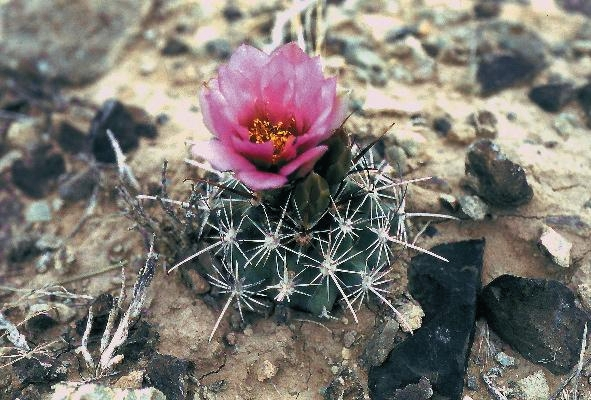
Blühend in Jugendstadium in Utah.
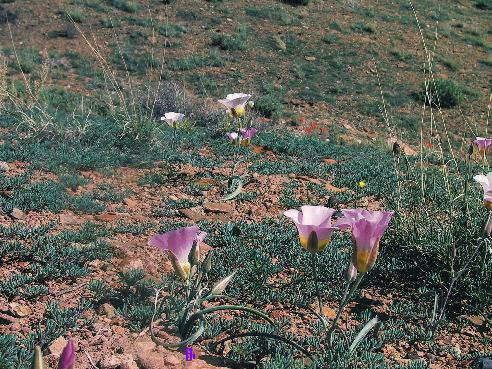
Am Fundort in Utah mit der Sego Lilie (Calochortus nuttallii).